# Unity Temple
Unity Temple es una iglesia Unitaria Universalista en Oak Park, Illinois, y el hogar de la Congregación Unitaria Universalista Unity Temple. Fue diseñado por el arquitecto estadounidense Frank Lloyd Wright y construido entre 1905 y 1908. Es una de las estructuras más importantes de Wright que data de la primera década del siglo XX. Debido a su consolidación de la intención estética y la estructura mediante el uso de un solo material, el hormigón armado, Unity Temple es considerado por muchos arquitectos como el primer edificio moderno del mundo. Esta idea adquirió una importancia central para los arquitectos modernos que siguieron a Wright, como Ludwig Mies van der Rohe, e incluso para los posmodernistas, como Frank Gehry.
En 2019, el Unity Temple fue uno de los ocho edificios que integraron el sitio «Obras arquitectónicas del siglo XX de Frank Lloyd Wright» agregado a la Lista del Patrimonio Mundial de la UNESCO.

## Antecedentes

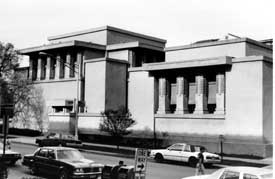
Exterior del Unity Temple.

En 1905 un rayo provocó un incendio que destruyó la iglesia Oak Park Unity Church con estructura de madera. El arquitecto Frank Lloyd Wright fue uno de los muchos arquitectos que compitieron por el encargo y finalmente fue seleccionado para diseñar una nueva estructura para la congregación universalista de Oak Park, Illinois. El resultado fue el Unity Temple. Wright no solo vivía en Oak Park, sino que también provenía de una familia de unitarios, una fe que tenía muchas creencias en común con el universalismo. La congregación necesitaba un espacio de adoración, así como una sala comunitaria. Hubo varios problemas inmediatos con los que el arquitecto tuvo que trabajar para satisfacer al cliente. El presupuesto era de 40.000 dólares, una cantidad modesta incluso a principios del siglo XX. Los materiales de construcción tenían que ser económicos y, como dijo Wright, "el hormigón es barato". Los mismos moldes de hormigón se utilizaron varias veces, ya que Wright había diseñado paredes repetidas con dimensiones similares. Además, el sitio de construcción se encontraba en una calle muy transitada. El arquitecto diseñó también los muebles y vitrales del edificio. Charles E. Roberts, un ingeniero, inventor y un importante cliente temprano de Frank Lloyd Wright, sirvió en el comité de construcción de la iglesia y fue una figura clave para que la visión de Wright para la iglesia se hiciera realidad. Para Roberts, Wright también remodeló la casa de Roberts y el Charles E. Roberts Stable.

## Diseño y construcción
Para adaptarse a las necesidades de la congregación, Wright dividió el espacio comunitario del espacio del templo a través de una logia media baja a la que se podía acceder desde cualquier lado. Este fue un uso eficiente del espacio y redujo el ruido entre las dos áreas de reunión principales: los que venían para los servicios religiosos serían separados a través de la logia de los que venían para los eventos comunitarios. El plan del diseño de Wright se remonta al diseño bipartito de su propio estudio construido a varias cuadras de distancia en 1898: con dos partes del edificio de composición similar y separadas por un pasillo inferior, y una sección más grande que la otra (el Museo Guggenheim en Nueva York es otro diseño bipartito). También para la arquitectura del Templo, Wright tomó prestados varios atributos de su creación anterior, el demolido Larkin Administration Building de Búfalo. Las características clave derivadas fueron el uso de vidrieras y figuras geométricas. Pero, a diferencia del Larkin, el plano del templo produjo un cuadrado perfecto, a diferencia del rectángulo de doble cuadrado del Larkin.
Para reducir el ruido de la calle, Wright eliminó las ventanas a nivel de la calle en el templo. En cambio, la luz natural proviene de las vidrieras en el techo y los claristorios a lo largo de las paredes superiores. Debido a que los miembros de la parroquia no podían mirar hacia afuera, las vidrieras de Unity Temple fueron diseñadas con tonos verdes, amarillos y marrones para evocar los colores de la naturaleza. El piso principal del templo se eleva unos escalones por encima del nivel principal del edificio (que tiene espacio para sentarse), y la sala también tiene dos balcones para los asientos de la congregación. Estos diferentes niveles de asientos permitieron al arquitecto diseñar un edificio para adaptarse al tamaño de la congregación, pero de manera eficiente: ninguna persona en la congregación está a más de 12 metros (40 pies) del púlpito. Wright también diseñó el edificio con muy buena acústica.
El diseño de Unity Temple representa un salto adelante en el diseño de Wright. Al relatar sus experiencias con Unity Temple, afirmó que este diseño fue la primera vez que se dio cuenta de que el verdadero corazón de un edificio es su espacio, no sus paredes. De hecho, los historiadores de la arquitectura han comentado sobre el genio de Wright para crear y manipular el espacio en sus diseños. En su libro The Master Builders, Peter Blake tituló la sección sobre Wright "The Mastery of Space" (El dominio del espacio).
El edificio se completó en 1908 y se inauguró oficialmente el 26 de septiembre de 1909.

## Importancia
El edificio ha sido un Monumento Histórico Nacional de los Estados Unidos desde 1971 y fue incluido en la lista America's Favorite Architecture del American Institute of Architects. Además, Unity Temple fue elegido por el Instituto Americano de Arquitectos como uno de los 17 edificios de Frank Lloyd Wright que deberían conservarse como su contribución arquitectónica a la cultura estadounidense.

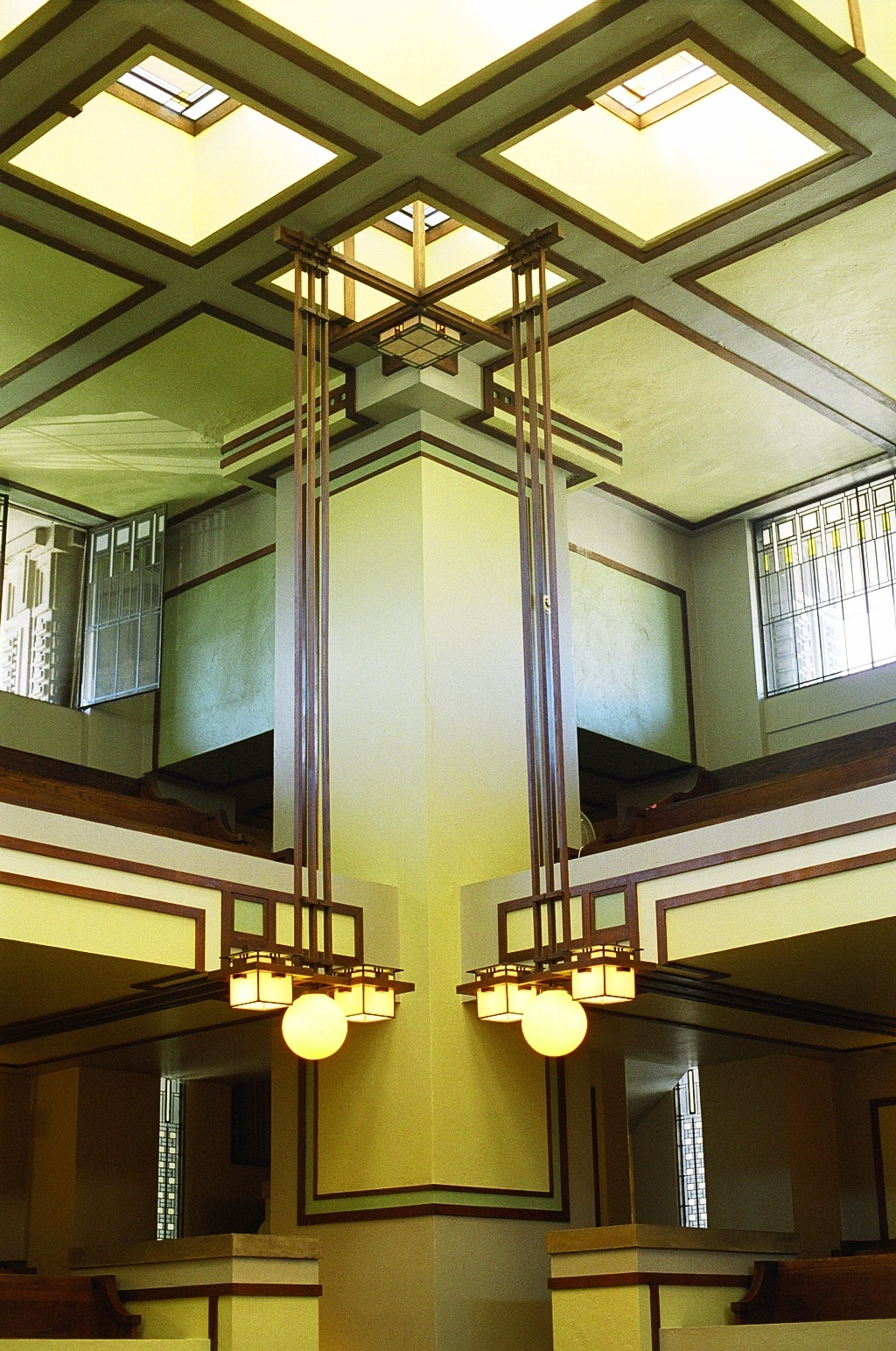
Interior del Unity Temple.

En 2008, el Servicio de Parques Nacionales presentó Unity Temple, junto con otras nueve propiedades de Frank Lloyd Wright, a una lista tentativa de Patrimonio Mundial. Los 10 sitios se han presentado como un solo sitio en total. El comunicado de prensa del 22 de enero de 2008 del sitio web del Servicio de Parques Nacionales que anuncia las nominaciones establece que "La preparación de una Lista Indicativa es un primer paso necesario en el proceso de nominación de un sitio para la Lista del Patrimonio Mundial". Después de propuestas revisadas, las propiedades se inscribieron en la Lista del Patrimonio Mundial bajo el título "La arquitectura del siglo XX de Frank Lloyd Wright" en julio de 2019.

## Restauración

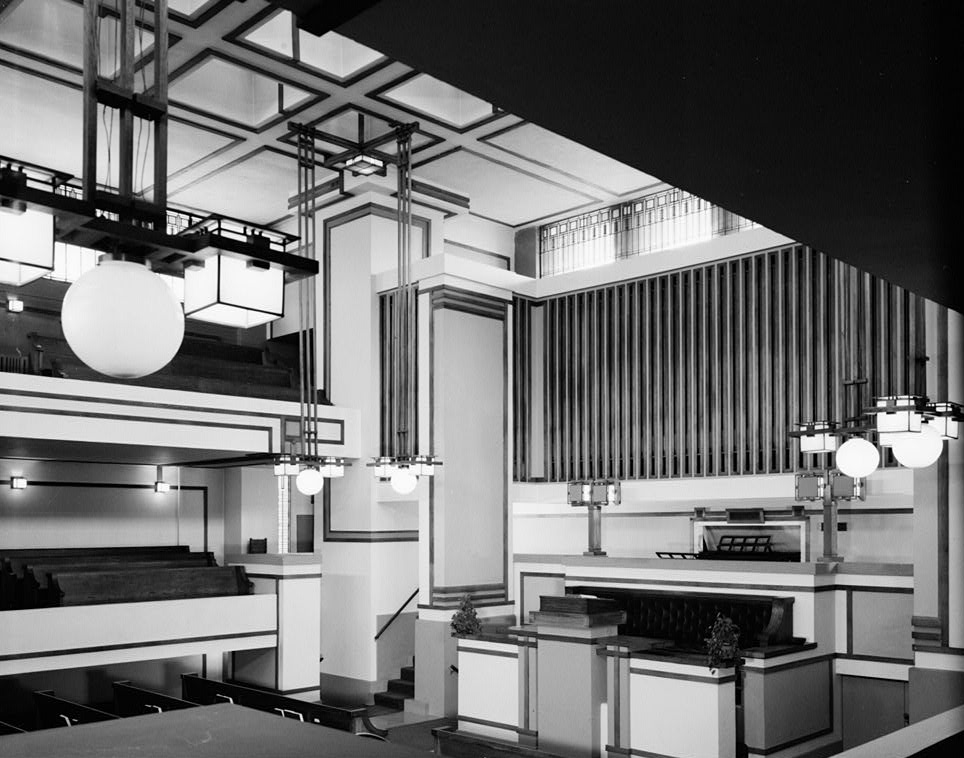
Fotografía de la Encuesta de Edificios Históricos Estadounidenses

Un inconveniente del diseño moderno del Unity Temple son los problemas estructurales que han surgido con el tiempo. A lo largo de los años de su existencia, la estructura de hormigón del Unity Temple ha sufrido grandes daños por agua. Trozos del techo cayeron dentro de la estructura y el agua también erosionó otras partes del exterior.
La congregación original todavía usa Unity Temple, aunque una organización separada y secular, la Unity Temple Restoration Foundation, está a cargo del esfuerzo de restauración multimillonario del edificio. La fundación y la iglesia desarrollaron un plan de restauración durante muchos años, comenzando en 2000. En abril de 2009, el Unity Temple, debido a la filtración de agua, se agregó a los 11 lugares históricos más amenazados del National Trust for Historic Preservation.
El arquitecto de restauración de Chicago, Gunny Harboe, estuvo a cargo de la restauración. En abril de 2015, comenzó una restauración interior y exterior de 25 millones de dólares. La restauración se centró en mejoras estructurales, como el reemplazo de la mayoría de los 16 techos planos separados del edificio. La restauración también abordó las mejoras decorativas y ambientales del edificio. Unity Temple cerró al público en junio de 2015.
El trabajo de restauración se completó en junio de 2017 y el edificio volvió a abrir para visitas a partir del 1 de julio de 2017. El edificio permanece cerrado a visitas los domingos, cuando la iglesia Unitaria Universalista que llama hogar al edificio tiene su día de adoración.
En 2018, la restauración del templo recibió un premio a la excelencia del Instituto Americano de Arquitectos, capítulo de Chicago, y en 2019 recibió el premio Urban Land Institute - Chicago Vision Award por restauración histórica.